# Bjarne Solbakken
Bjarne Solbakken (Ålesund, 18 maggio 1977) è un ex sciatore alpino norvegese.

## Biografia

### Stagioni 1995-2003
Residente a Stranda e attivo in gare FIS dal novembre del 1994, in Coppa Europa Solbakken esordì l'11 dicembre 1996 a Obereggen in supergigante (60º) e conquistò la prima vittoria, nonché primo podio, il 17 dicembre 1997 a Piancavallo in discesa libera. Debuttò in Coppa del Mondo in quella stessa stagione 1997-1998, in occasione del supergigante di Schladming del 10 gennaio che chiuse al 49º posto, e il 18 marzo 2000 ottenne la seconda e ultima vittoria in Coppa Europa, a Kappl in slalom gigante.
Esordì ai Campionati mondiali nella rassegna iridata di Sankt Anton am Arlberg 2001, dove fu 10º nel supergigante e non completò lo slalom gigante, e ai Giochi olimpici invernali a Salt Lake City 2002, dove Solbakken si classificò 12º nella discesa libera, 5º nel supergigante e 6º nello slalom gigante. Il 17 gennaio 2003 conquistò l'ultimo podio in Coppa Europa, a Saas-Fee in slalom gigante (3º), e ai successivi Mondiali di Sankt Moritz 2003, fu 17º nella discesa libera e 19º nel supergigante e nella combinata.

### Stagioni 2004-2008
La stagione 2003-2004 fu la migliore di Solbakken in Coppa del Mondo: conquistò infatti tutti i suoi quattro podi di carriera (il primo il 5 dicembre a Beaver Creek in discesa libera, 2º, l'ultimo il 7 marzo a Kvitfjell in supergigante, ancora 2º), compresa l'unica vittoria, nel supergigante disputato a Beaver Creek il 7 dicembre. A fine stagione risultò 11º nella classifica generale. Ai Mondiali di Bormio/Santa Caterina Valfurva 2005 gareggiò in tutte le specialità eccetto lo slalom speciale, classificandosi 26º nella discesa libera, 18º nel supergigante, 11º nello slalom gigante e 13º nella combinata.
L'anno dopo ai XX Giochi olimpici invernali di Torino 2006, sua ultima presenza olimpica, fu 29º nella discesa libera, 26º nel supergigante e 20º nello slalom gigante. Al congedo iridato, Åre 2007, si piazzò 29º nella discesa libera, 19º nel supergigante e non completò lo slalom gigante. Si ritirò al termine della stagione 2007-2008; fu per l'ultima volta al cancelletto di partenza in Coppa del Mondo in occasione del supergigante di Kvitfjell del 2 marzo (32º) e si congedò dal Circo bianco con una gara FIS a Hemsedal il 21 aprile seguente.

## Palmarès

### Coppa del Mondo
- Miglior piazzamento in classifica generale: 11º nel 2004
- 4 podi:
  - 1 vittoria (in supergigante)
  - 2 secondi posti (1 in discesa libera, 1 in supergigante)
  - 1 terzo posto (in slalom gigante)

#### Coppa del Mondo - vittorie
| Data            | Località     | Paese       | Specialità |
| --------------- | ------------ | ----------- | ---------- |
| 7 dicembre 2003 | Beaver Creek | Stati Uniti | SG         |

Legenda:

SG = supergigante

### Coppa Europa
- Miglior piazzamento in classifica generale: 6º nel 1999
- 9 podi:
  - 2 vittorie
  - 2 secondi posti
  - 5 terzi posti

#### Coppa Europa - vittorie
| Data             | Località    | Paese   | Specialità |
| ---------------- | ----------- | ------- | ---------- |
| 17 dicembre 1997 | Piancavallo | Italia  | DH         |
| 18 marzo 2000    | Kappl       | Austria | GS         |

Legenda:

DH = discesa libera

GS = slalom gigante

### Australia New Zealand Cup
- Miglior piazzamento in classifica generale: 26º nel 2008
- 1 podio:
  - 1 terzo posto

### Campionati norvegesi
- 20 medaglie[1]:
  - 3 ori (slalom gigante nel 2000; slalom gigante nel 2001; slalom gigante nel 2004)
  - 12 argenti (discesa libera, supergigante nel 2000; discesa libera, supergigante nel 2001; slalom gigante nel 2002; supergigante nel 2003; discesa libera, supergigante nel 2004; discesa libera, combinata[senza fonte] nel 2005; discesa libera, supergigante nel 2006)
  - 5 bronzi (supergigante, slalom gigante nel 1999; combinata[senza fonte] nel 2003; slalom gigante nel 2005; discesa libera nel 2007)